# Microtendipes ginzanefeus
Microtendipes ginzanefeus är en tvåvingeart som beskrevs av Sasa och Suzuki 2001. Microtendipes ginzanefeus ingår i släktet Microtendipes och familjen fjädermyggor. Inga underarter finns listade i Catalogue of Life.